# The Great Kat
The Great Kat, pseudonimo di Katherine Thomas (Swindon, 6 giugno 1966), è una chitarrista e violinista statunitense.
Nata a Swindon, Inghilterra, presso l'ospedale di una base militare della United States Air Force si trasferì con la famiglia a Long Island, New York. È meglio conosciuta per la sua interpretazione di ben noti brani di musica classica in stile heavy metal (in particolare speed/thrash), di cui la maggior parte interpretati con la chitarra elettrica ed altri con il violino.
La Thomas è in realtà una violinista di formazione classica, laureata alla Juilliard School e formatasi sulla musica classica convenzionale prima di passare all'heavy metal.
È ritenuta da alcuni magazine il "decimo shredder più veloce di tutti i tempi"  e le recensioni di alcuni media hanno elogiato la velocità (che ha raggiunto oltre i 300 bpm in canzoni come The Flight of the Bumble-bee) e la chiarezza della sua tecnica, che è rimarcata anche sul sito ufficiale della Gibson. Il suo background classico e gli skills tecnici sono spesso comparati a quelli di Yngwie Malmsteen. Kat personaggio pubblico, come descritto nella sua pubblicità foto e video, è principalmente quello di una dominatrice, con parvenze sataniche, tutto all'insegna dell'ironia. Durante un'intervista per il magazine online RockEyez, quando le venne chiesto se pensasse di essere popolare anche vestendosi in jeans e maglietta anziché mostrarsi con indumenti provocanti e semi-nuda, The Great Kat rispose:
(The Great Kat, The Great Kat: Interview with Rock Eyez)

## Discografia
Album in studio
- 1987 - Worship Me or Die!
- 1990 - Beethoven on Speed

EP
- 1986 - Satan Says
- 1990 - Beethoven on Speed
- 1996 - Digital Beethoven on Cyberspeed
- 1997 - Guitar Goddess
- 1998 - Bloody Vivaldi
- 2000 - Rossini's Rape
- 2002 - Wagner's War

Raccolte
- 2008 - Total Insanity

## Videografia
- 2005 - Extreme Guitar Shred (DVD)
- 2009 - Beethoven guitar shred (DVD)